# Promote
Promote est un salon international de promotion de l'industrie en Afrique qui se tient annuellement à Yaoundé au Cameroun.

## Histoire

### Origines
Il est organisé, sous l'égide du gouvernement du Cameroun, par le suisse Pierre Zumbach patron de la Fondation Inter Progress, avec l'appui de l'Agence de promotion des investissements au Cameroun qui facilite des rencontres entre investisseurs internationaux et nationaux du Cameroun.
Une convention du 2 avril 1993 entre l'Etat du Cameroun et la Fondation Inter Progress confie à cette fondation l'organisation de Promote, organisée alternativement avec la Foire internationale des affaires et du commerce (FIAC) à Douala (Camreoun). A ce double titre, la Fondation reçoit une aide publique annuelle de 200 000 000 de Francs CFA (soit environ 300 000 €),. Le président du Cameroun a renouvelé ses instructions à ce sujet le 15 décembre 2014.

### Editions
La 7e édition du salon a lieu en février 2019, avec 700 entreprises présentes. Le premier ministre du Cameroun, Joseph Dion Ngute, visite le salon pendant 3 heures le 20 février 2019. Les entreprises allemandes sont largement représentées au salon, grâce à la participation active de l'agence allemande de coopération internationale  Deutsche Gesellschaft für Internationale Zusammenarbeit (GIZ) GmbH, très active au Cameroun,.
La 8e édition, d'abord programmée en programmée en février 2020 puis reportée en février 2021, est à nouveau reportée à cause du Covid-19.

#### 2022
L'édition de 2022 se tient du 19 au 27 février 2022 et enregistre environ 1000 exposants de 30 pays et 2700 visiteurs. La foire se déroule au palais des congrès de Yaoundé. Des pays comme l'Italie, la Belgique, la Suisse, la France et le Bénin sont présents à l'édition 2022 de la foire. Les entreprises publiques, privées, et des institutions sont aussi présentes; ainsi que des ressortissants de la diaspora camerounaise.

### Liens
Site officiel